# Alberto Ángel Fernández
Alberto Ángel Fernández (Buenos Aires, 2 d'abril de 1959) és un polític i advocat argentí. Fou President de la Nació Argentina del 2019 al 2023.
Nascut el 2 d'abril de 1959, es va afiliar al Partit Justicialista (PJ) el 1983. Va ser superintendent d'assegurances de la Nació entre 1989 i 1995, durant la presidència de Carlos Menem. Va ser cap del Gabinet de Ministres entre el 25 de maig de 2003 i el 23 de juliol de 2008, durant les presidències de Néstor Kirchner i Cristina Fernández. Candidat presidencial del PJ per a les eleccions de 2019 (en tàndem amb Cristina Fernández com a candidata a «vice»), va ser elegit president de la Nació Argentina.

## Obres
- Alberto Fernández. Políticamente Incorrecto, razones y pasiones de Néstor Kirchner.  Ediciones B, 2011.[1]